# Beauce (France)
Pour les articles homonymes, voir Beauce.
La Beauce est une région naturelle française à vocation agricole très fertile qui couvre près de 600 000 hectares (6 000 km2) répartis sur cinq départements du Bassin parisien.
Elle est historiquement rattachée à la province de l'Orléanais.
Les habitants de la Beauce sont les Beaucerons et les Beauceronnes.

## Géographie physique
La Beauce est située au sud-ouest de Paris et s'étend sur plusieurs départements : l'Est de l'Eure-et-Loir et les moitiés du Loir-et-Cher et du Loiret situées au nord de la Loire, ainsi qu'une petite partie de l'Essonne, des Yvelines et de Seine-et-Marne. Elle est délimitée au nord par la forêt de Rambouillet, à l'est par l'Essonne et la forêt de Fontainebleau, au sud par le Val de Loire, et à l'ouest par le Loir.
L'altitude moyenne est de 140 m.
Territoire défriché dès le Néolithique, les arbres y sont depuis longtemps rares, dans une campagne au paysage de plaine, dominé au loin par la cathédrale Notre-Dame de Chartres.

### Répartition géographique
| Départements | Sous-région                                             | Superficie SAU en ha |
| ------------ | ------------------------------------------------------- | -------------------- |
| Eure-et-Loir | Grande-Beauce                                           | 213.563              |
| Eure-et-Loir | Dunois-Beauceron                                        | 67.299               |
| Loir-et-Cher | Vendômois-Beauceron, Blésois-Beauceron et Petite Beauce | 97.532               |
| Loiret       | Beauce de Patay                                         | 36.541               |
| Loiret       | Petite Beauce                                           | 77.258               |
| Essonne      | Stampien                                                | 55.746               |
| Yvelines     | Beauce                                                  | 10.996               |

Le département d'Indre-et-Loire en occupe aussi une partie.[réf. nécessaire]

### Géologie
Le plateau de la Beauce fait partie de la structure géologique du Bassin parisien, et y correspond à une zone d'affleurement des calcaires (issu des dépôts sédimentaires d'un grand lac qui recouvrait la région durant l'ère Tertiaire) déposés entre l’Éocène moyen (43 millions d'années) et le début du Miocène (25 millions d'années).
L'étude des roches et des fossiles permet de reconstituer l'environnement de l'époque : la Beauce est alors une vaste zone creuse couverte de lacs et de marécages. Le climat est subtropical (avec des périodes sèches alternant avec des périodes de pluie) comparable à celui de l'Afrique australe actuelle.
L'appellation calcaire de Beauce recouvre principalement le calcaire de Pithiviers (aquitanien) et le calcaire d'Étampes (stampien).
Le sol recouvrant le tout est composé de lœss ou limons déposé à l'époque glaciaire du Würm ; cette couche est d'une épaisseur de l'ordre du mètre. C'est la très grande richesse en complexes argile-humus-calcium qui donne la fertilité au sol de la Beauce.

### Climat
Le climat en Beauce est relativement sec avec une pluviométrie moyenne variant de 550 à 600 mm/an selon les secteurs. En effet, les perturbations océaniques sont très atténuées l'hiver par la présence des collines normandes à l'ouest et sont en marge d'un certain nombre de dégradations orageuses estivales se produisant sur l'axe classique qui s'étend du sud-ouest au nord-est du pays. Ces deux effets conjoints forment une "bulle sèche" dans tout le Bassin parisien, comprenant donc la Beauce. Néanmoins, les orages bénéficient de vastes terrains plats ne donnant aucune contrainte aux vents qui les structurent, ceux-ci ont donc la particularité d'être parfois très virulents. En 2014, les grêlons ont atteint jusqu'à 10 voire 13 cm sur le Loiret, l'Eure-et-Loir et l'Essonne. Certaines villes, comme Janville ont été touchées durement plusieurs fois en deux ans, l'épisode de juin 2013 étant le plus violent en occasionnant plus de 450 000 € de dégâts.
Outre les orages, le climat Beauceron est relativement stable, océanique dégradé et sec. Ainsi, même si les hivers sont globalement gris et frais (0 à +10 °C), les étés sont assez chauds, secs et ensoleillés permettant de nombreuses cultures.

### Hydrographie
Deux bassins versants s'y rencontrent : le bassin Loire-Bretagne et le bassin Seine-Normandie.
Le réseau hydrographique de surface se limite à quelques cours d'eau : l'Essonne et l'Eure (affluents de la Seine) s'écoulent respectivement vers le nord et vers le nord-ouest et le Loir (affluent de la Loire) s'écoule vers l'Ouest.
La nature perméable du sol ne retient pas l'eau en surface. Le sous-sol calcaire, par contre, est aquifère et a permis la formation de la nappe phréatique de Beauce. Elle est à l'origine de nombreuses résurgences telles que la fontaine Sainte Radegonde à Cour-sur-Loire, la source des Eaux Bleues à Tavers ou la fontaine Rabelais à Saint-Ay.

### Hydrogéologie
La nappe phréatique de Beauce est la réserve d'eau potable la plus étendue en Europe, avec une surface de près de 9 000 km2 s'étendant sur six départements. Ses réserves sont estimées à près de 20 milliards de mètres cubes, en quoi elle totalise beaucoup moins que la nappe phréatique de la plaine du Rhin (35 milliards de mètres cubes sur la partie alsacienne seulement - source APRONA).
Ses limites sont la Seine et la Rémarde au nord, le Loing à l'est, la Loire au sud, et le Loir à l'ouest.

## Toponymie
Le nom de Beauce n'est pas réservé au vaste plateau céréalier qui s'étend au sud de l'Île-de-France. En fait Beauce est le nom d'un certain nombre de parcelles ou lieux-dits, non seulement en Île-de-France, mais en Orléanais, en Berry : le terme désigne toujours des plateaux défrichés. Il est issu du mot gaulois belsa cité notamment par un grammairien latin du Ve siècle comme ayant le sens du latin « campus », c'est-à-dire « espace découvert ».

## Histoire
À l'époque de la Gaule celtique puis romaine, la Beauce fait partie du territoire des Carnutes, puis de la civitas Carnutum et de la civitas Aurelianorum. Au Moyen Âge elle fait partie de la Neustrie, puis de la province de l'Orléanais durant les temps modernes, avant d'être démembrée en plusieurs départements.
Durant l'Antiquité puis le Moyen Âge, les plaines de la Beauce étaient parmi les plus importantes et les plus prospères d'Europe occidentale.
Les faucheuses-javeleuses, présentées à l'Exposition universelle de 1878, ne commencent à se répandre en Beauce que vers 1890. Elles ne lient pas les javelles (gerbes).
Le battage du grain s'effectue mécaniquement avec une « trépigneuse » ou « terpigneuse » : une charrette porte une sorte de tapis roulant entouré d'une cage. Un cheval placé dans la cage est contraint d'activer les rouleaux du tapis en marchant lorsqu'on incline la charrette - mais celui-ci se fatigue vite et il faut en changer souvent. Ce battage mécanique perdurera longtemps après les débuts de la batteuse à vapeur.

Cartes anciennes de la Beauce
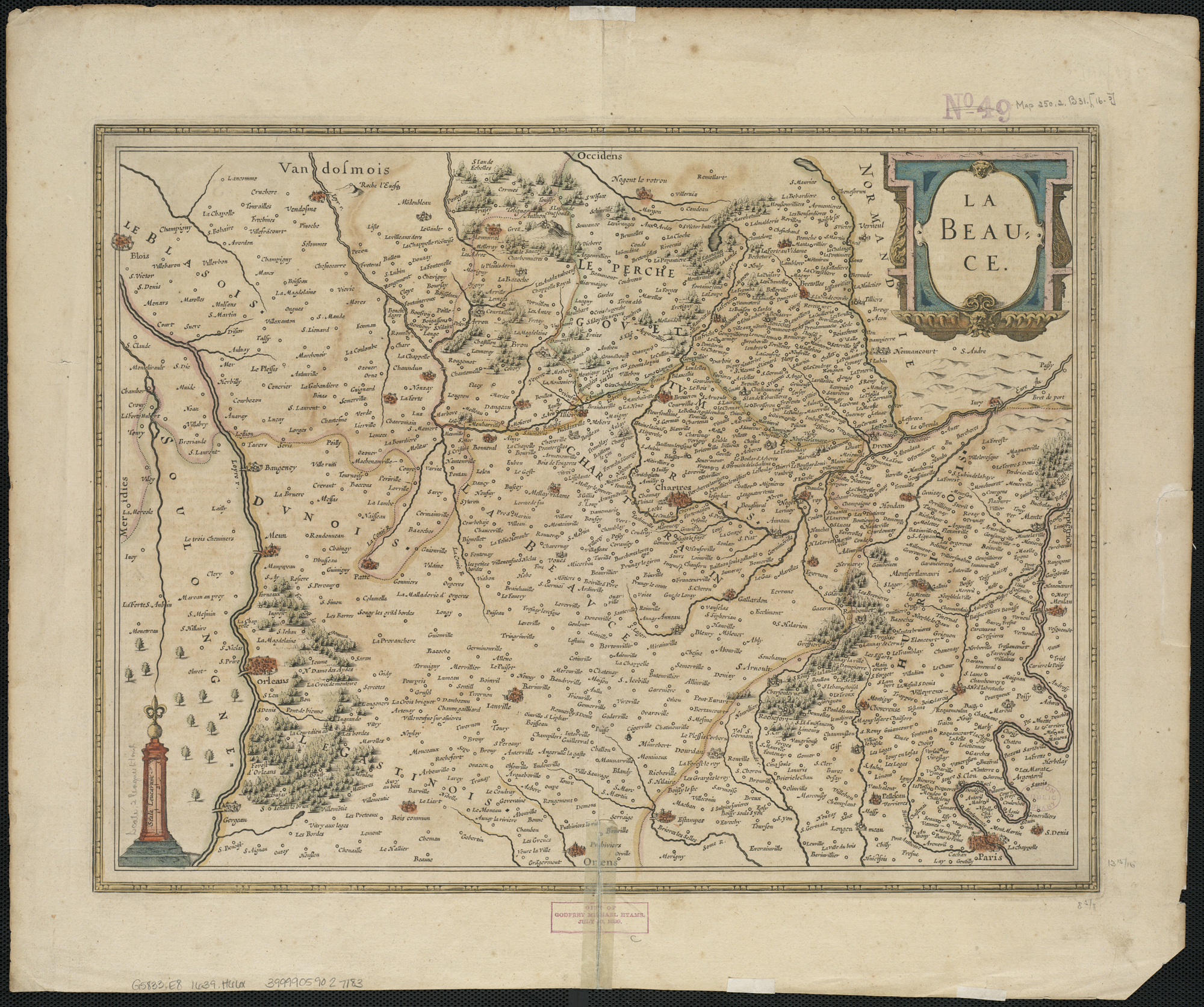
« La Beauce », 1639.
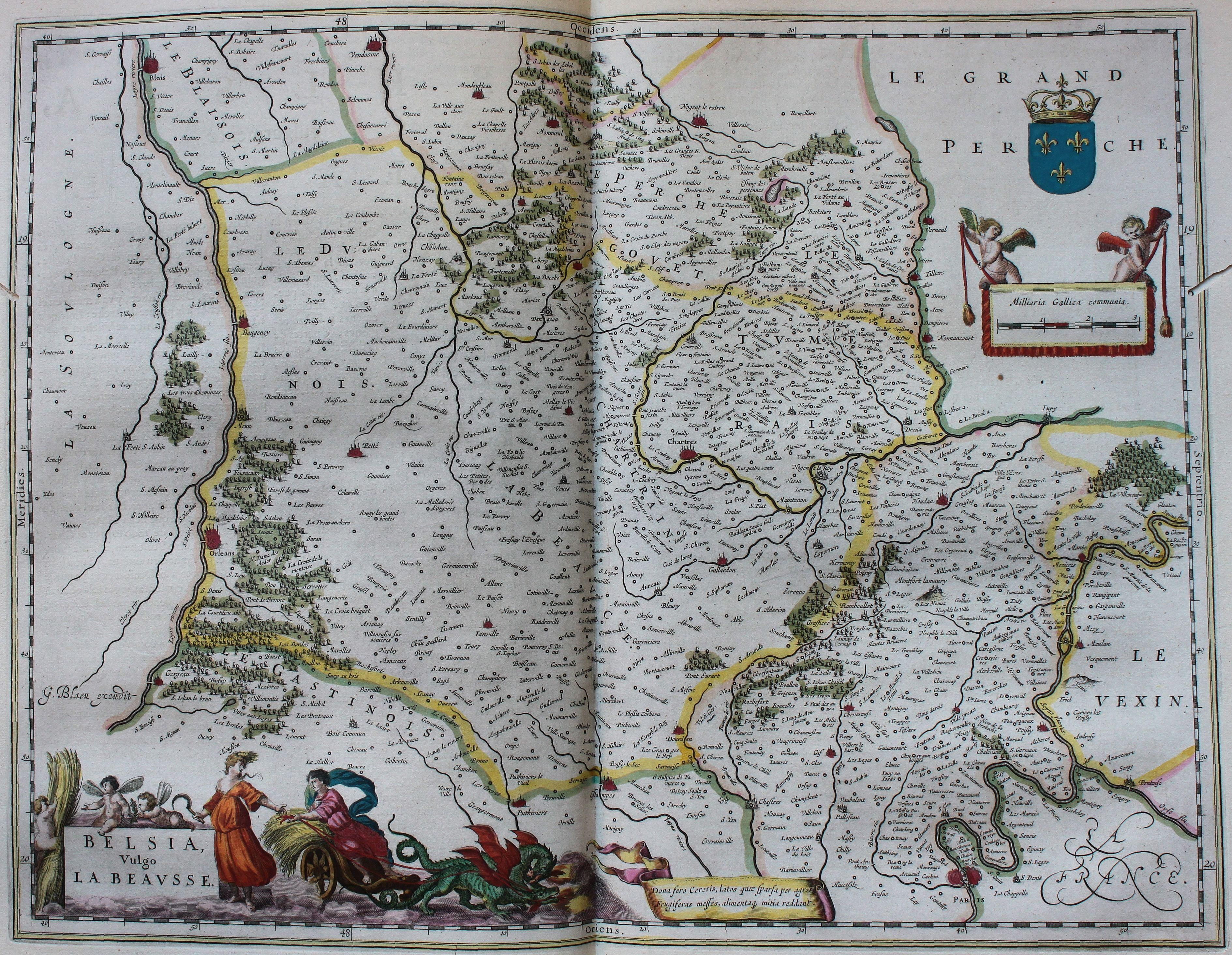
"Belsia, vulgo La Beausse", 1659.

## Économie

### Agriculture
Traditionnellement appelée le « grenier de la France » (grenier à blé), la Beauce est toujours essentiellement une vaste étendue de cultures céréalières, oléagineuses (colza) et protéagineuses (pois, féverolle, lupin), avec également de la betterave sucrière, et de la pomme de terre.
La partie céréalière de la production est diversifiée sur plusieurs types de cultures :
- Blé tendre, pour la meunerie et l'alimentation animale, qui représente plus d'un tiers de la production agricole,
- Blé dur, pour la production de pâtes alimentaires,
- Orge, pour les secteurs de la brasserie et de l'alimentation animale,
- Maïs, pour l'amidonnerie et l'alimentation animale.

La production des autres céréales, comme le seigle, ou l'avoine, largement moins répandue en Beauce, est destinée aux semenciers et à la meunerie. La production de semences, en Beauce, est plus tournée vers le secteur des plantes potagères.
Elle constitue l'exemple d'un espace consacré aux cultures intensives et industrielles.
L'élevage n'est pas absent de l'agriculture beauceronne, avec la production bovine, équine, et de volailles.
Les premiers tracteurs agricoles à moteur à combustion interne apparaissent après la Première Guerre mondiale. Le machinisme agricole motorisé atteint son apogée dans la seconde partie du XXe siècle et se substitue à la force humaine et animale pour les travaux des champs.
Basé sur la disponibilité abondante d'hydrocarbures fossiles à très grande densité énergétique et soutenu par le génie chimique et agronomique, le système productif modernisé permet d'une part de produire industriellement et transporter à faible coût de nombreux intrants dont l'usage se généralise pour doper la croissance des plantes et lutter contre les bioagresseurs (vecteurs de maladies, ravageurs et adventices), et d'autre part de labourer, semer, traiter et récolter efficacement avec une main d'œuvre très réduite chargée de piloter le travail des puissantes machines agricoles. Grâce à la sélection variétale et la multiplication des apports azotés, le rendement annuel moyen en blé tendre à l'hectare, d'une valeur stable de 12 quintaux du XIIe siècle au milieu du XIXe siècle, passe de 16 quintaux en 1946 à 25 en 1950, 45 en 1975, 70 en l'an 2000,.
| Culture            | Charges d'exploitation (€/ha) | Rendement moyen (q/ha) ± 20 % | Seuil de rentabilité à bas cours (q/ha) | Seuil de rentabilité à rendement moyen (€/q) | Cours FOB (€/q) | Prix moyen(€/ha) | Excédent brut d'exploitation moyen (€/ha) | Amort. (€/ha) | Frais fin. et rémun. des capitaux propres (€/ha) | Résultat net moyen (€/ha) hors aides à la production |
| ------------------ | ----------------------------- | ----------------------------- | --------------------------------------- | -------------------------------------------- | --------------- | ---------------- | ----------------------------------------- | ------------- | ------------------------------------------------ | ---------------------------------------------------- |
| Blé tendre         | 1 319                         | 77                            | 95                                      | 17                                           | 14 à 23         | 1 078 à 1 771    | −241 à +452                               | 290           | 80                                               | −611 à +82                                           |
| Blé dur            | 1 382                         | 65                            | 77                                      | 21                                           | 18 à 29         | 1 170 à 1 885    | −212 à +503                               | 261           | 85                                               | −558 à +157                                          |
| Orge et escourgeon | 1 181                         | 71                            | 66                                      | 17                                           | 15 à 25         | 1 065 à 1 775    | −116 à +594                               | 286           | 68                                               | −470 à +240                                          |
| Maïs grain         | 1 806                         | 109                           | 106                                     | 17                                           | 15 à 20         | 1 635 à 2 180    | −171 à +374                               | 276           | 68                                               | −515 à −30                                           |
| Colza              | 1 331                         | 36                            | 38                                      | 37                                           | 35 à 40         | 1 260 à 1440     | −71 à +109                                | 276           | 75                                               | −422 à −242                                          |
| Betterave sucrière | 2 038                         | 780 à 950                     | 1 200                                   | 2.6                                          | 1,7 à 2,8       | 1 326 à 2 660    | −712 à +622                               | 398           | 177                                              | −1 287 à +47                                         |
| Pommes de terre    | 3 229                         | 450 (300 à 500)               | 807                                     | 7                                            | 4 à 33          | 1 880 à 14 850   | −1 229 à +6 671                           | 1 971         | 47                                               | −3 247 à +4 653                                      |

L'investissement financier nécessaire pour atteindre le seuil de rentabilité d'une production céréalière à grand rendement est soutenu par la politique agricole commune (PAC). L'intervention publique est portée par le fonds européen d'orientation et de garantie agricole (FEOGA) qui assure un prix minimal et subventionne les exportations tandis que le prix des terres agricoles est maintenu bas par chaque société d'aménagement foncier et d'établissement rural (SAFER). Cette politique de subvention publique est réduite lors de l'entrée en vigueur de l'accord instituant l'organisation mondiale du commerce en 1992, le soutien des prix est démantelé et remplacé par des aides directes à la production.
S'inscrivant dans la croissance des Trente Glorieuses soutenant les grandes exploitations productivistes dans une société de consommation devenue majoritairement urbaine, la filière agricole se transforme en un système agro-industriel intégré, tandis que l'emploi agricole se réduit et qu'est marginalisée la petite propriété agricole qui avait été la base des politiques agrariennes de la Révolution française à la Quatrième République. « Dans cette grande transformation de l'agriculture que le sociologue Henri Mendras qualifie de « fin des paysans », l'énergie, la fertilisation des sols, les semences, la protection des plantes, comme la reproduction et la santé des bêtes, autrefois autoproduites à la ferme, sont désormais achetées au secteur industriel (tracteurs, pétrole, engrais, semences et variétés certifiées, pesticides, etc.) ; la terre est dorénavant conçue comme outil de production commerciale, plutôt que comme rente ou comme terroir rattachant à une tradition. » Sous la Cinquième République et dans le contexte des politiques coordonnées à l'échelle européenne, la chaîne de valeur se déplace vers l'aval où opèrent, loin du territoire de récolte, les conglomérats agro-alimentaires mondialisés.
L'irrigation par aspersion des surfaces agricoles fait son apparition en Beauce dans les années 1960, coïncidant avec l'introduction de la culture du maïs. « L'irrigation s'est développée depuis la sécheresse de 1976 et a augmenté avec les années de sécheresse de 1989 à 1992. (…) En 1995, on estime que 2/3 des surfaces cultivées sont irriguées : de l'ordre de 20 % pour l'orge, 60 % pour le blé, 80 % pour le maïs, 100 % pour la betterave. (…) Après d’importants problèmes de sécheresse avec une très faible recharge (1988-1994) et la surexploitation des nappes », l'altitude piézométrique de la nappe de Beauce a subi une baisse importante.
Au début du XXIe siècle, les externalités négatives induites par l'agriculture productiviste (telles que les pollutions par excès de nitrates et produits phytosanitaires déversés par l'industrie agricole et qui se retrouvent présents dans les eaux superficielles et les résistances croissantes des pathogènes aux produits phytopharmaceutiques) et l'appauvrissement en matière organique des sols (ce qui nuit à leur aptitude à la production végétale) mettent en exergue l'agroécologie et l'agriculture biologique en France, dont un enfant du canton d'Orgères-en-Beauce, André Birre,, cofondateur de l'association Nature et Progrès, avait été le promoteur depuis 1948 avec sa « Croisade pour l’humus »,,. Une place centrale est alors donnée à la durabilité des systèmes agricoles, visant à ce qu’« à travers les pratiques déployées, les agrosystèmes intègrent les fonctionnalités écologiques qui garantissent leur propre pérennité, notamment en termes de reconstitution de stocks de nutriments et de maintien du potentiel productif. »
Le séquençage du génome des plantes cultivées apporte une compréhension nouvelle des voies métaboliques qui gouvernent leur rendement, l’économie de l’eau, la résistance aux maladies, au chaud ou au froid, et conduit à des hybridations performantes.

### Voies de communication
La région est traversée par de grands axes de communication comme les autoroutes A10 et A11, et la ligne de Paris-Austerlitz à Bordeaux-Saint-Jean et la LGV Atlantique. L'autoroute A154 et la ligne LGV Paris Orléans Clermont-Ferrand Lyon traverseront également la région, lorsque ces projets arriveront à leur terme. La voie d'essai de l'aérotrain d'Orléans y subsiste au nord d'Orléans.

### Énergies
Depuis 2005, la Beauce accueille, notamment en Eure-et-Loir le long de l'autoroute A10, un important parc d'éoliennes.

## Culture et patrimoine

### Culture
- Jean de La Fontaine s'est moqué des Orléanais dans son poème La Beauce (texte sur wikisource).
- Selon Rabelais, l'appellation "Beauce" viendrait de la légende de Gargantua, qui un jour, ayant traversé la région sur sa jument, entra dans une forêt infestée de mouches. La jument, énervée par la présence des insectes, tua toutes les bêtes avec sa queue et arracha tous les arbres. C'est alors que Gargantua s'écria "Oh ! Que c'est beau, ce !", d'où le nom.
- Gaston Couté, poète libertaire beauceron, évoque sa région natale dans plusieurs de ses textes.
- La Beauce a été chantée par Charles Péguy dans Présentation de la Beauce à Notre-Dame de Chartres[30].
- Marcel Proust passa une partie de sa jeunesse chez une tante à Illiers en Eure-et-Loir, à la limite de la Beauce et du Perche ; sous le nom de Combray, cette petite ville sert de décor à sa suite romanesque À la recherche du temps perdu.
- C'est à Rognes (Romilly-sur-Aigre), petit village de la Beauce profonde, que se situe la majeure partie de l'action du roman La Terre d'Émile Zola.
- Les Chauffeurs d'Orgères rendirent célèbre la commune du même nom. Un feuilleton sur cette bande parut dans le journal "Le Gâtinais" en 1907 ou 1908[31].
- André Gilbert conte la Beauce avec plus de cent textes en patois dans L'Haritage du temps pardu ou l'amour de la terre, recueil publié par Corsaire Éditions.
- Une région québécoise du Canada porte également le nom de Beauce et fut nommée d'après la région française[32].

### Patrimoine
Parmi les édifices remarquables, sont notamment à citer la cathédrale Notre-Dame de Chartres et les châteaux de Maintenon et de Châteaudun.

### Dictons
- « Sème tes haricots à la Saint-Eutrope pour en avoir une trochte »[33],[34].

## Intercommunalités et communes beauceronnes

### Intercommunalités
- Communauté de communes Cœur de Beauce.
- Communauté de communes du Bonnevalais.
- Communauté de communes du Grand Châteaudun.
- L'ancienne communauté de communes du Malesherbois.
- Communauté de communes Entre Beauce et Perche (partiellement en Beauce).
- Communauté de communes des Portes Euréliennes d'Île-de-France (partiellement en Beauce).
- L'ancienne communauté de communes du Thymerais (partiellement en Beauce), qui rejoint en 2014 la communauté d'agglomération du Pays de Dreux.
- Communauté d'agglomération Chartres Métropole.
- Communauté d'agglomération du Pays de Dreux (partiellement en Beauce).
- Syndicat mixte du pays Loire Beauce : remplace le syndicat intercommunal depuis 2002.

### Communes
Les villes principales sont Chartres, Châteaudun et Étampes.
Ci-dessous, une liste indicative de communes beauceronnes, à compléter si nécessaire : Allonnes, Ablis, Allainville, Amilly, Andonville, Angerville, Arrou, Artenay, Auneau, Aunay-sous-Auneau, Berchères-les-Pierres, Boisseaux, Boisville-la-Saint-Père, Boissy-la-Rivière, Bonneval (Eure-et-Loir) Brou, Cercottes, Champigny-en-Beauce, Champhol, Charsonville, Chartainvilliers, Chevilly, Coinces, Coltainville, Corancez, Coulmiers, Dammarie, Denonville, Dimancheville, Dreux, Ruan, Épernon, Épieds-en-Beauce, Francourville, Fresnay-le-Comte, Gazeran, Germignonville, Hanches, Houx, La Bourdinière-Saint-Loup, Luisant, Lucé, Lèves, Le Coudray, Maintenon, Mainvilliers, Moinville-la-jeulin,Maisons, Malesherbes, Marchenoir, Marolles-en-Beauce, Mévoisins, Mignières, Morancez, Nangeville, Orgères-en-Beauce, Orsonville, Oucques, Ouzouer-le-Marché, Paray-Douaville, Patay, Pussay, Pierres, Pithiviers, Rozières-en-Beauce, Saint-Péravy-la-Colombe, Saint-Piat, Saint-Sigismond, Sainville, Selommes, Mérobert, Baudreville, Santeuil, Sougy, Terminiers, Toury,Tréon, Ver-lès-Chartres, Voise, Voves, Villeau, Yermenonville, Yèvre-Le-Châtel.

## Galerie de photos

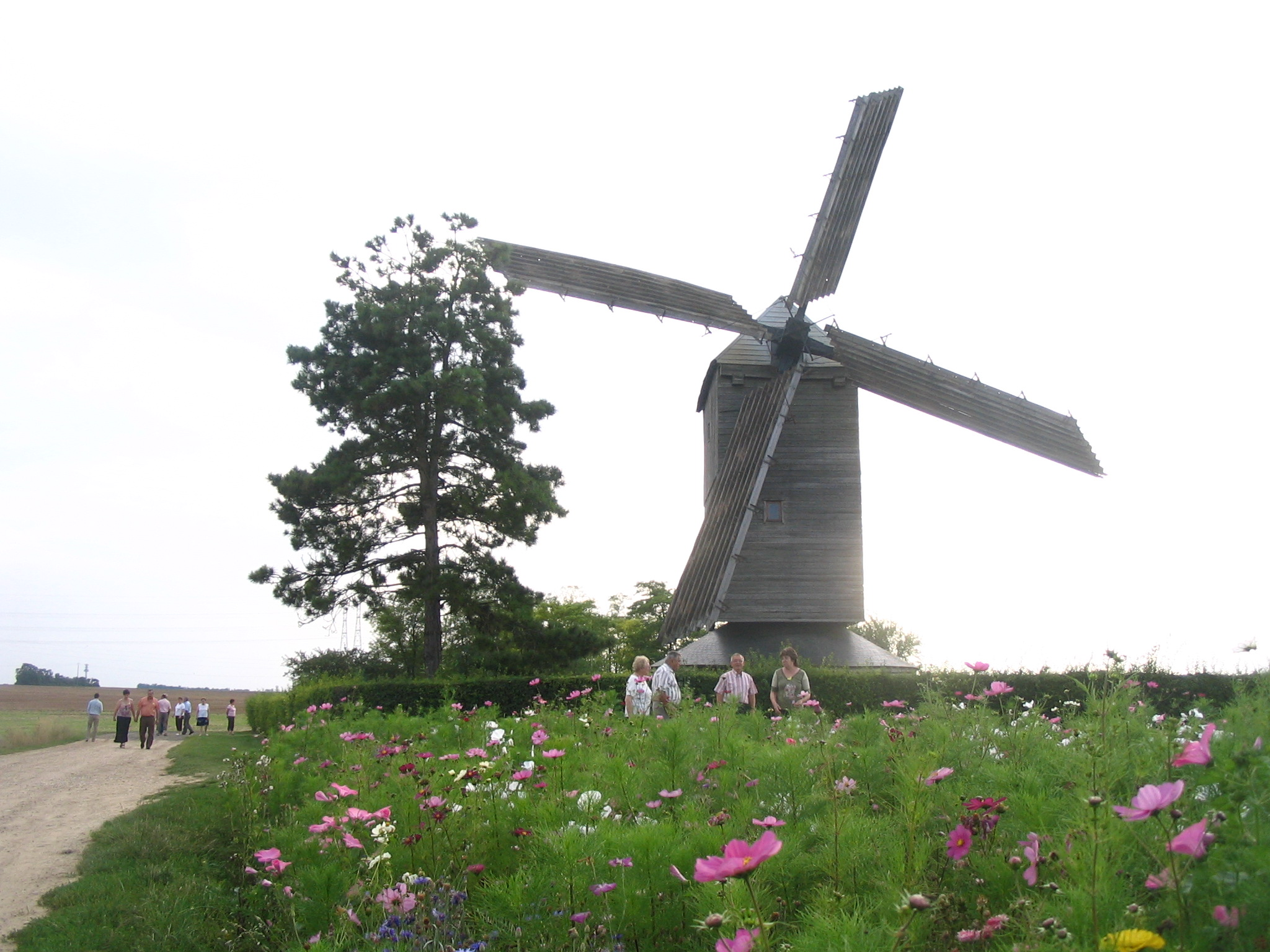
Moulin de la Garenne à Ymonville.
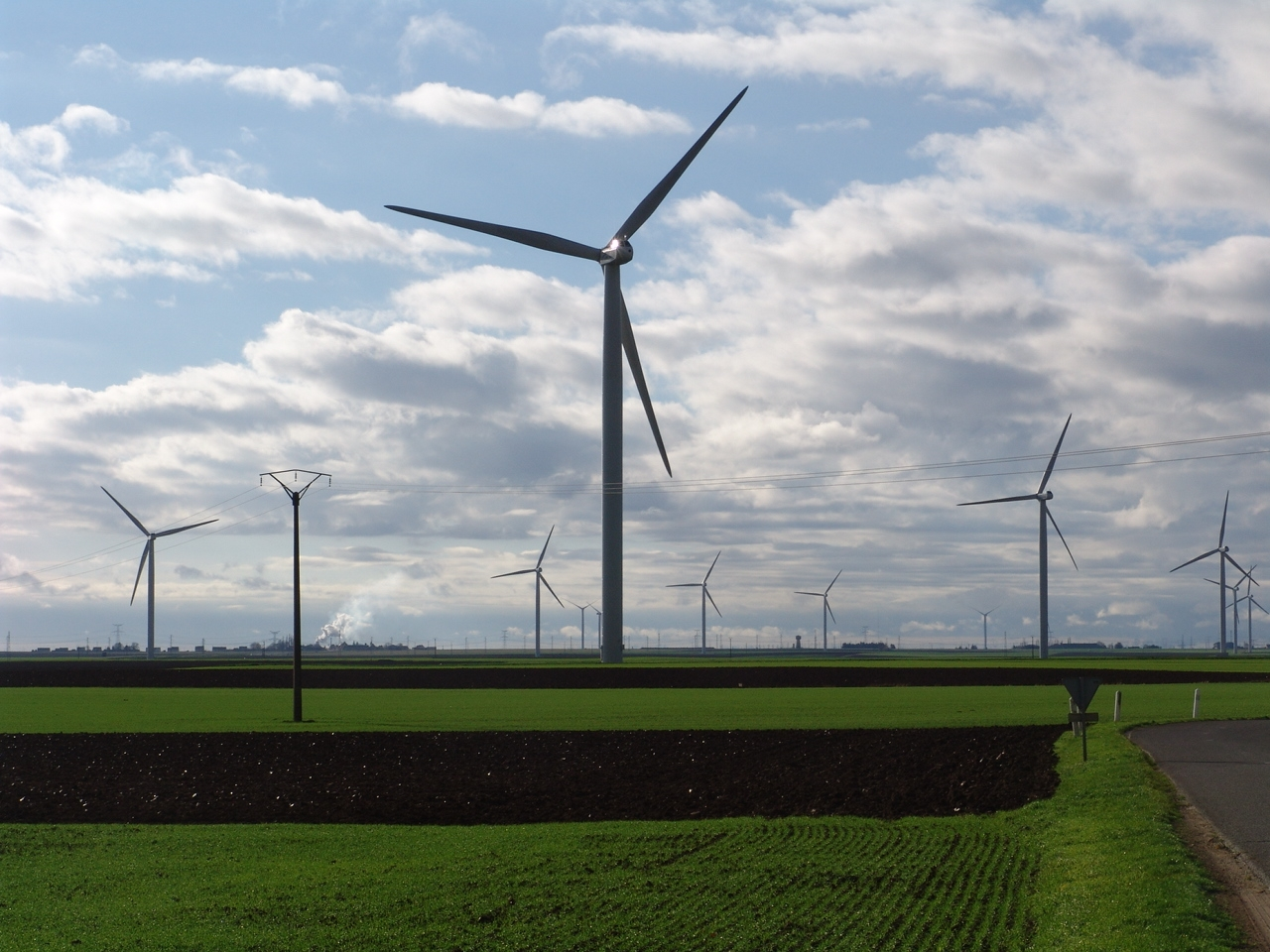
Parc éolien à Janville.
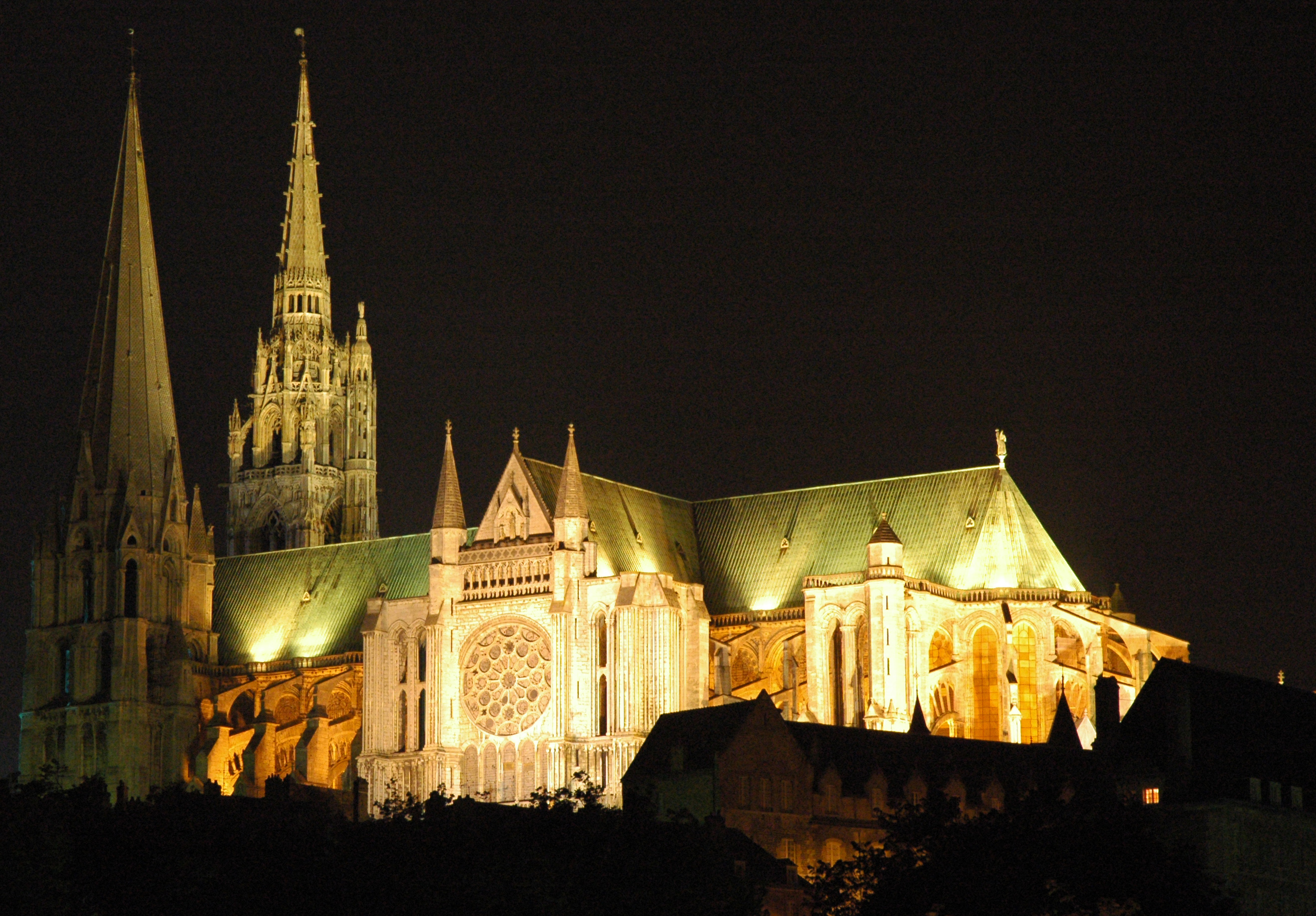
Cathédrale de Chartres (vue de nuit).
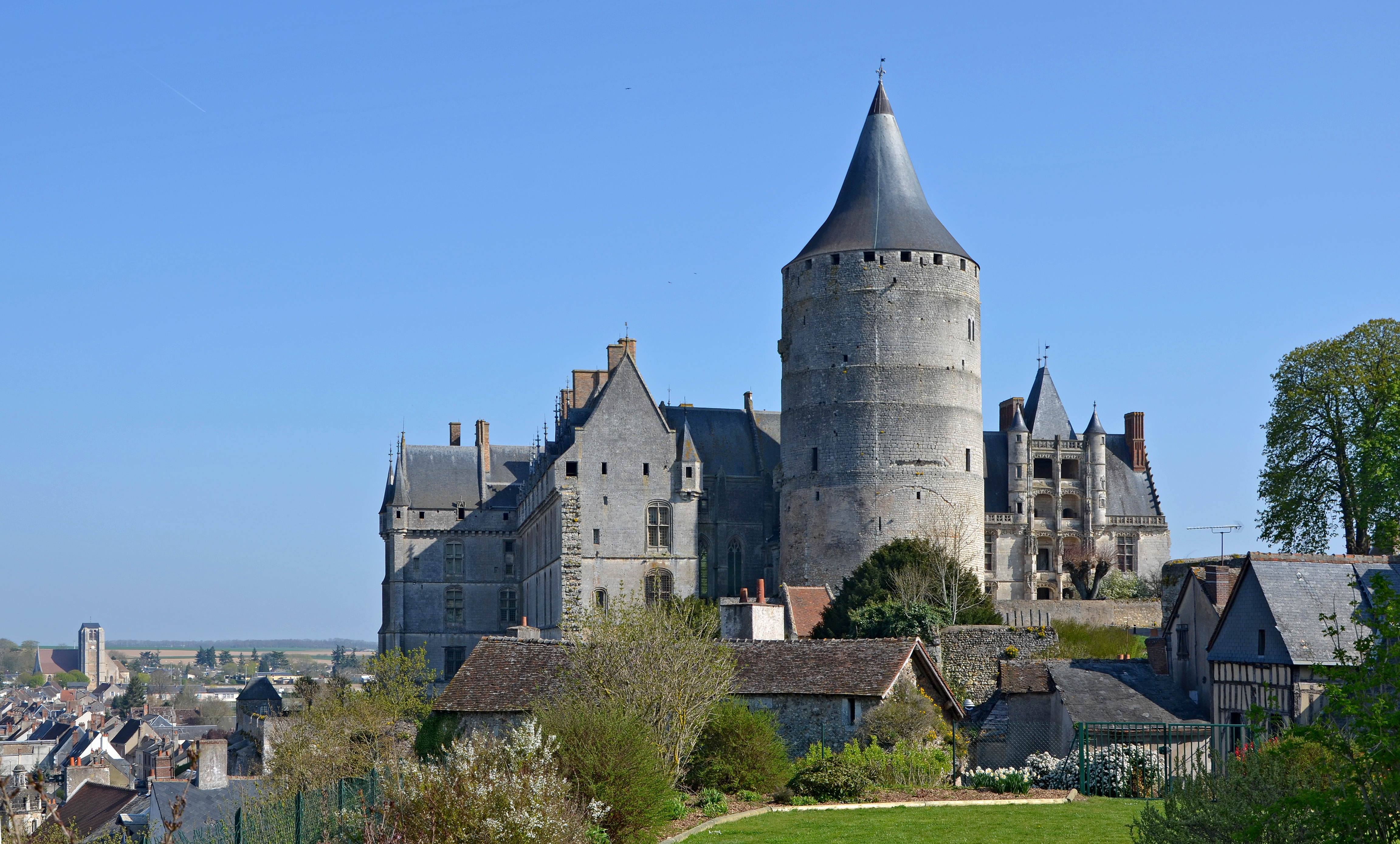
Château de Châteaudun.
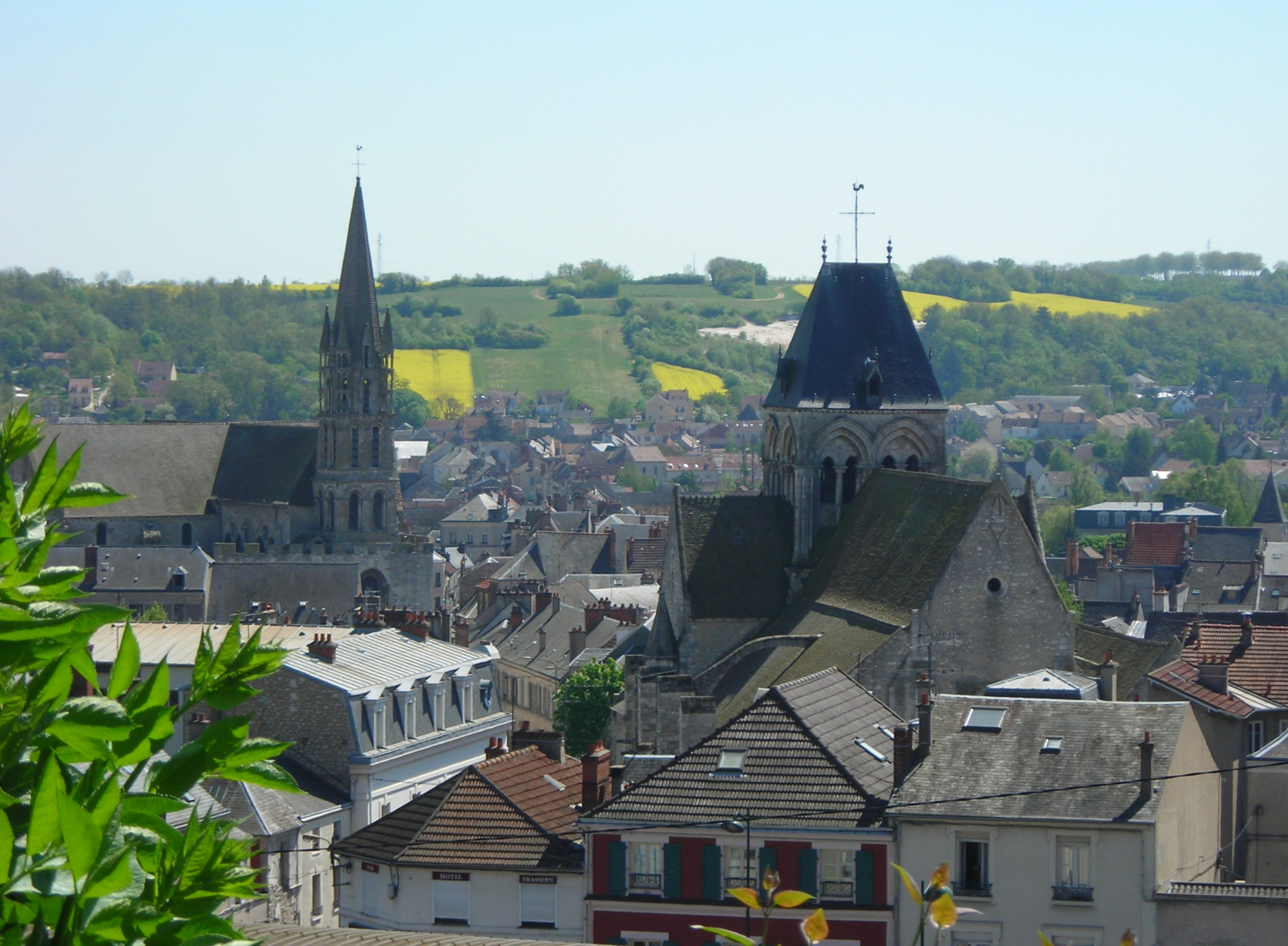
Vue de la ville d'Étampes.
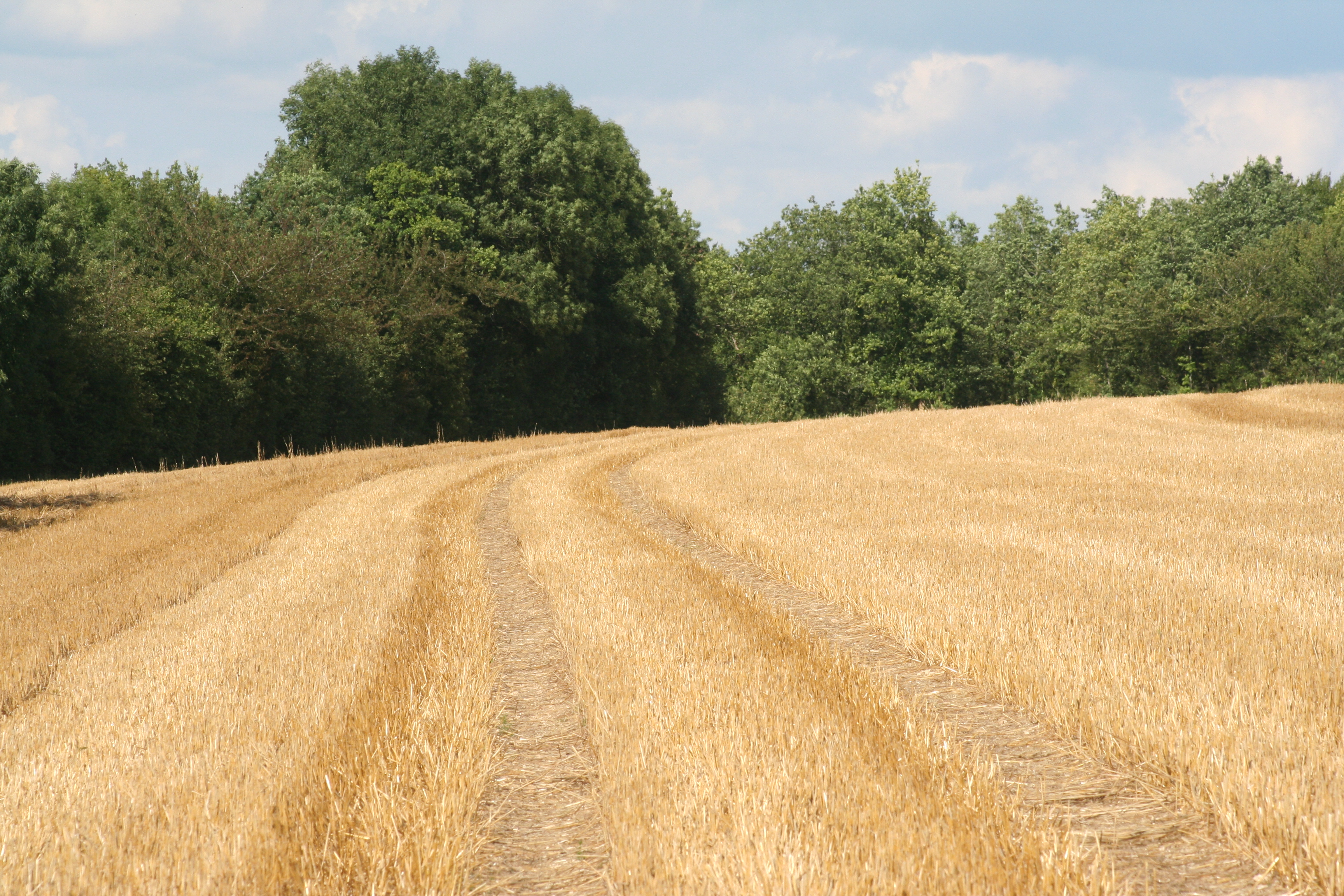
Champs après la récolte à Chalou-Moulineux.
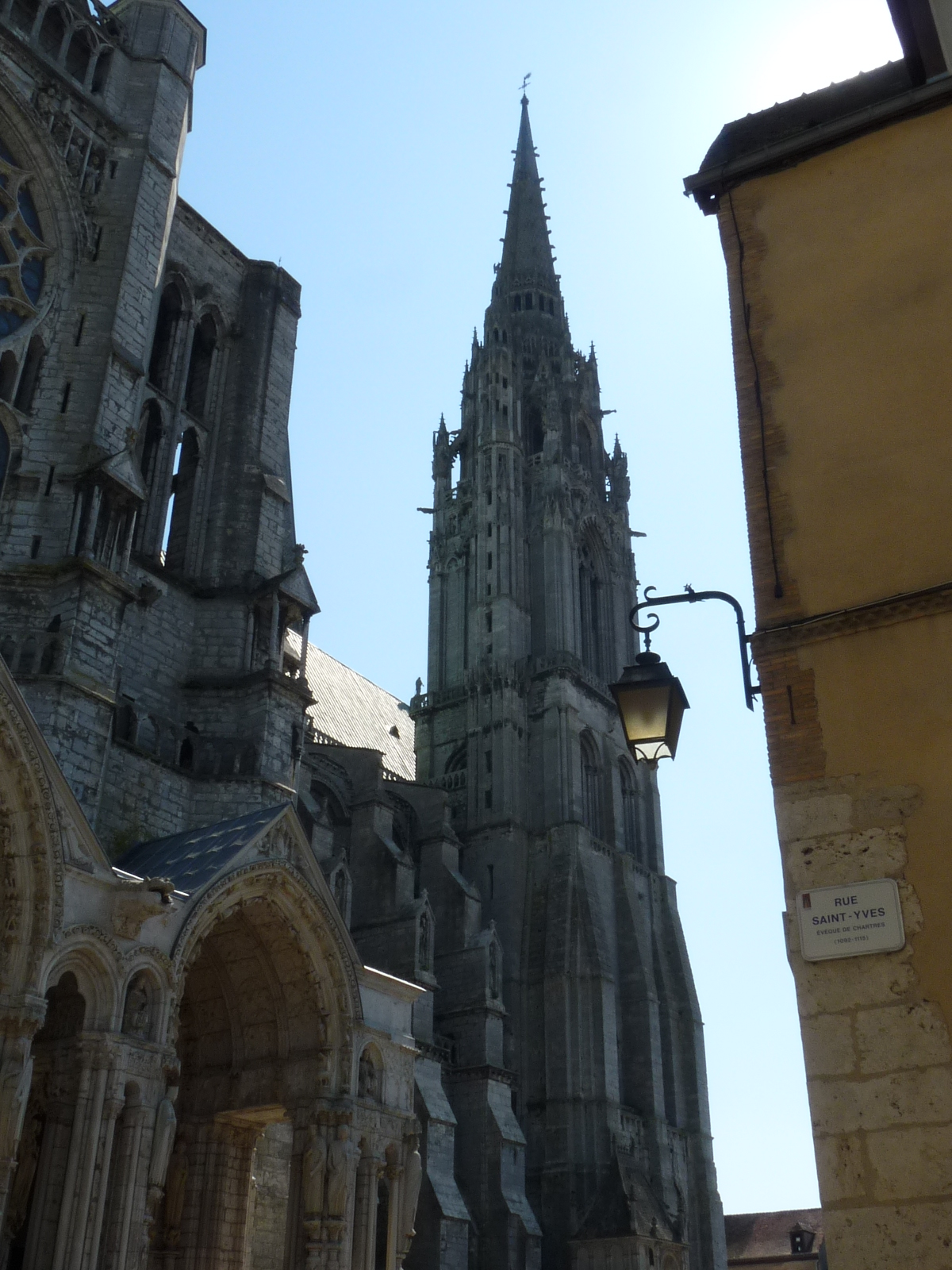
Tour nord de Jehan de Beauce, XVIe siècle, cathédrale de Chartres.